# Liste des pièces de collection slovaques en euro
 (janvier 2018).
Une pièce de collection slovaque en euro est une pièce de monnaie libellée en euro et émise par la Slovaquie mais qui n'est pas destinée à circuler.  Elle est principalement destinée aux collectionneurs.
La Mincovňa Kremnica frappe des pièces slovaques de collection suivantes :
- pièces de 10 euro en argent 900/1000 - 34 mm - 18 g
- pièces de 20 euro en argent 925/1000 - 40 mm - 33,36 g
- pièces de 100 euro en or 900/1000 - 26 mm - 9,5 g

## Émissions 2009
- pièce de 10 euro, "150 anniversaire d'Aurel Stodola"
- pièce de 20 euro, "Protection de l'environnement - Parc National Veľká Fatra"

## Émissions 2010
- pièce de 10 euro, "Patrimoine mondial de l'UNESCO : églises de bois des Carpates slovaques"
- pièce de 10 euro, "150 anniversaire de Martin Kukučín"
- pièce de 20 euro, "Protection de l'environnement - Parc National Poloniny"
- pièce de 100 euro, "Patrimoine mondial de l'UNESCO : églises de bois des Carpates slovaques"

## Source
- (sk) Emisný plán